# 905 до н. е.

## Події
- цар Шамаш-мудаммік приблизно цього року вів війну з ассирійським царем Адад-нірарі II
- співправитель Осоркона I Такелот I